# Mehtap
Mehtap est un prénom féminin turc.

## Étymologie
Selon la légende le prénom Mehtap signifie en français « clair de lune ». 

## Personnalités portant le prénom Mehtap
- Pour l'ensemble des articles sur les personnes portant ce prénom, consulter :
  - la liste des articles dont le titre commence par ce prénom
  - les listes produites par Wikidata : Liste des personnes de prénom « Mehtap » — même liste en incluant les éventuels prénoms composés qui contiennent « Mehtap ».